# 新意法
新意法（英語：The New Italian Tunneling Method, NITM），全稱新意大利隧道施工法，也称“岩石和土壤受控变形分析法”（ADECO-RS），是一种现代隧道设计和施工方法。是一种系统化、全断面机械化开挖隧道技术，可在各种围岩条件下使用，特别是浅埋软地层。

## 历史
20世纪80年代彼得罗·卢纳尔迪对超过1000公里隧道和9000多个面的应力应变行为进行长期深入研究的基础上提出的。 广泛应用于意大利铁路、公路和大型地下建设项目，并已纳入意大利隧道设计和施工规范。

## 原理
ADECO-RS通过测量导洞的材料来预测隧道掌子面的稳定性，并从挤压、收敛和预收敛方面研究核心掌子面的稳定性。然后根据其应力应变行为对行为进行分类： 
- A类：稳定的导洞-掌子面；
- B类：短期内岩心面稳定；
- C类：不稳定的导洞-掌子面。

ADECO-RS强调控制围岩变形，对掌子面的前方围岩进行超前支护和加固。 ADECO-RS主要基于以下原则：
- 隧道开挖过程中，应对围岩变形（包括挤压变形、预收敛和收敛变形）进行分析和控制。
- 导洞土质（玻纤加固、引导管架、小管注浆等强化方法）的应用是隧道开挖过程中变形反应的结构稳定因素。
- 超前导洞的勘探、预测、防护、加固和开挖已成为保障隧道施工安全的最重要内容。
- 超前岩心介质的强度和变形特征是隧道变形（包括挤压变形、预收敛和收敛变形）的真正原因。